# Gojko Mitić
Gojko Mitić (szerbül: Гojкo Митић) (Leskovac, 1940. június 13. –) szerb származású színész és rendező.
Az NDK-ban készült indiánfilmekből vált ismertté.

## Élete és pályafutása
Míg földműves apja, Živojin Mitić partizánként harcolt, ő Dragan bátyjával a  nagyszüleinél, egy dél-szerbiai, Morava melletti faluban nőtt fel, ahol német nevelést kapott.
Húszévesen, testnevelőtanár-jelöltként alkalmi dublőr szerepeket vállalt a Belgrádban forgatott brit és olasz filmekben. 1965-ben fedezte fel és választotta  A Nagy Medve fiai főszerepére a Jugoszláviában forgató kelet-német DEFA filmgyár. Berlinbe költözött, és 1983-ig tucatnyi filmben alakított pozitív indián hőst. Bár folyékonyan beszélt németül, az indiánfilmekben szinkronizálták, attól tartva, hogy esetleges akcentusát a nézők diszkriminációnak tekinthetik. 
Berlinben él, 1993-ban született lányával. 1992 óta a Bad Segebergben rendezett Karl May-fesztiválokon Winnetou-t alakítja minden évben.

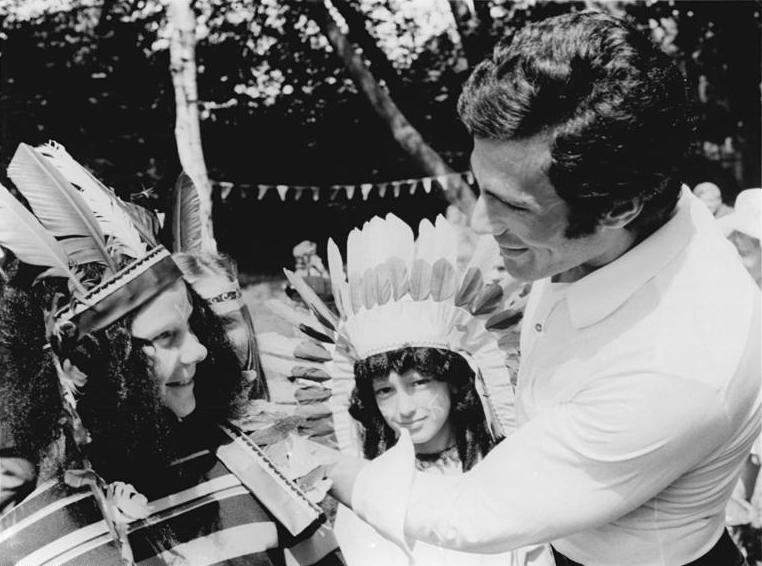
Gyerekek körében a frankfurti Nyári Filmfesztiválon 1971-ben

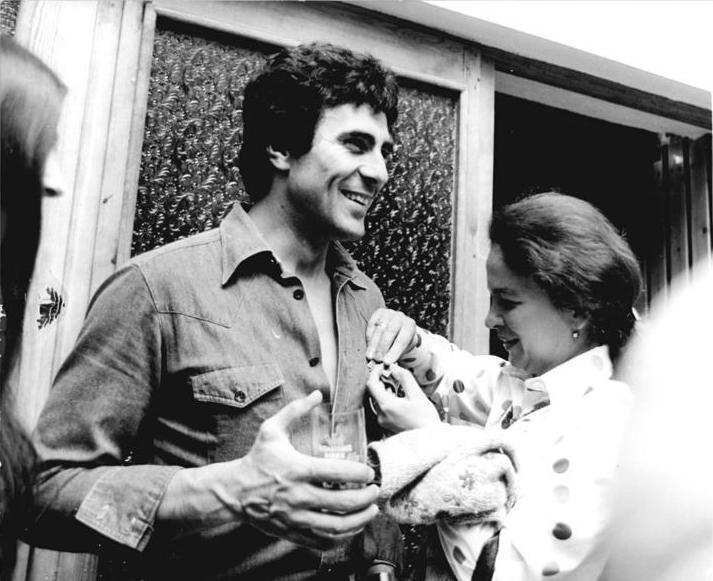
Gojko Mitić (1978)

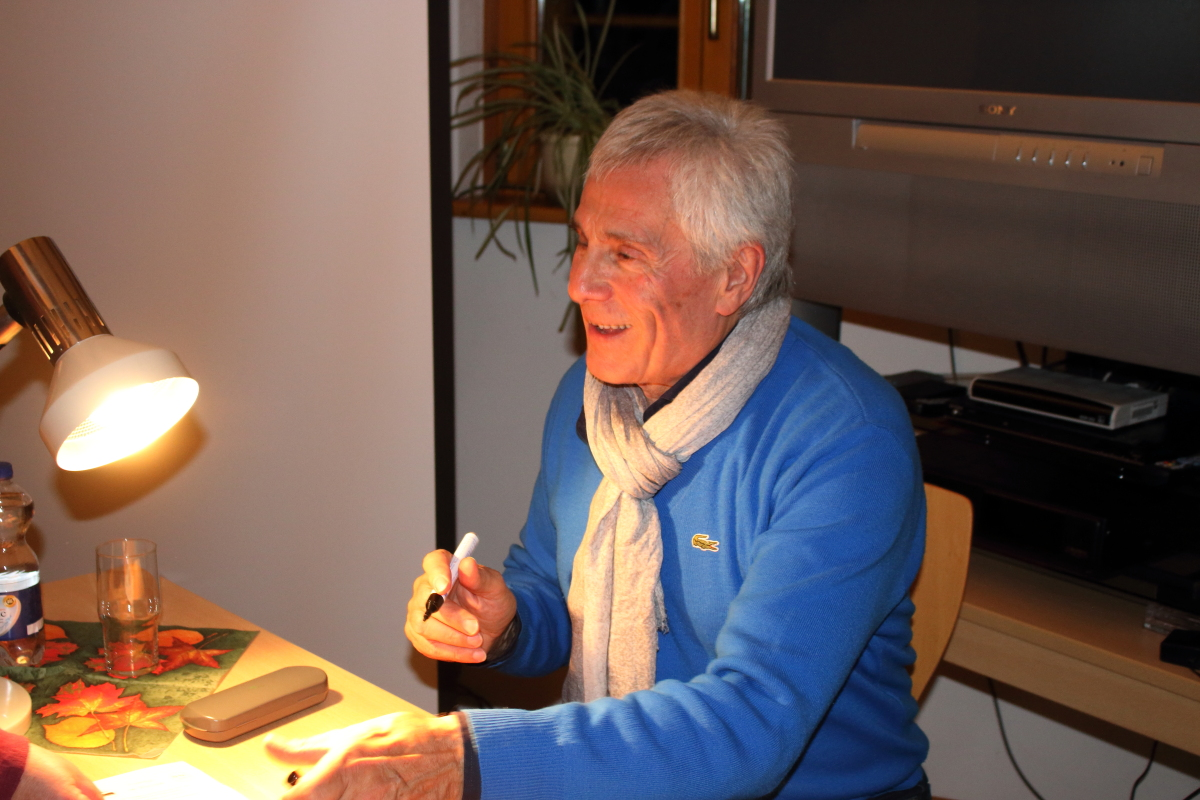
Gojko Mitić (2016)

## Filmjei
- 2019 – A Balkáni Vonal...Goran Milić rendőrparancsnok
- 2016 – Winnetou - Apacsok földjén (Winnetou & Old Shatterhand)…Incsu Csunna
- 2013 – A szabadság földjén (In einem wilden Land)…Tahmahkera főnök
- 2011 – Nyomozás Velencében…Tanovics
- 2006 – Esperanza - Egy álomutazás (Esperanza)…Albert
- 1992 – Nyomkereső
- 1981 – Az aranyrablók üldözője (Der lange Ritt zur Schule)
- 1980 – A halál archívuma
- 1977 – Severino
- 1975 – Vértestvérek (Blutsbrüder)
- 1974 – Ulzana
- 1973 – Apacsok (Apachen)
- 1972 – Tecumseh
- 1971 – Osceola
- 1970 – Meteorvadászok (Signale - Ein Weltraumabenteuer)
- 1970 – Halálos tévedés (Tödlicher Irrtum)
- 1969 – Fehér farkasok (Weiße Wölfe)
- 1968 – A Sólyom nyomában (Die Spur des Falken)
- 1967 – Vadölő (Chingachgook, die grosse Schlange)…Csingacsguk
- 1966 – A Nagy Medve fiai (Die Söhne der Großen Bärin)…Tokei-Ihto
- 1965 – Winnetou 3.…Jicarilla
- 1964 – Winnetou 2.…Fehér Holló